# Рибейра-Брава (район)
Рибейра-Брава (порт. Ribeira Brava) — район (фрегезия) в Португалии, входит в округ Мадейра. Расположен на острове Мадейра. Является составной частью муниципалитета Рибейра-Брава. Население составляет 5941 человек на 2001 год. Занимает площадь 17,50 км².